# Тампа
Тампа (англ. Tampa) — місто (англ. city) в США, в окрузі Гіллсборо на заході штату Флорида. Населення — 335 709 осіб (2010). Місто є центром агломерації Тампа-Сент-Пітерсбург-Клірвотер з населенням 2 747 272 особи (2009 рік), що також спрощено знана як Тампа-Бей.
Клімат у Тампі субтропічний, температура рідко опускається нижче нуля.

## Історія
Узбережжя затоки Тампа були заселені протягом тисячоліть. Слово "Тампа" має докорінне американське походження. Хоча його сенс і був втрачений, передбачається, що воно означає «вогняні палиці» мовою корінного американського племені калуза. Першим європейцем, який відвідав околиці Тампи 8 квітня 1528 року, був іспанський конкістадор Панфіло де Нарваес. 
Експедиції під проводом Панфіло де Нарваеса та Ернандо де Сото висадилися поблизу Тампи, але жоден з конкістадорів не затримався надовго. У Флориді немає природного золота чи срібла, і корінні жителі відбили спроби іспанців створити постійне поселення або навернути їх у католицизм. Бойові дії призвели до кількох смертей, але набагато більше смертей були спричинені інфекційними хворобами, завезеними з Європи, які спустошили популяцію корінних американців у Флориді та всій Західній півкулі. Культури корінних народів району Тампа-Бей зазнали краху приблизно до 1600 року, в результаті чого західне узбережжя іспанської Флориди в основному знелюднено та ігнорувалося більше 200 років.
Після придбання іспанської Флориди в 1821 році Сполучені Штати побудували форти та торгові пункти на новій території.
3 березня 1845 року Флорида стала 27-м штатом. 18 січня 1849 року Тампа була офіційно зареєстрована як «Село Тампа». У 1850 році тут проживало 185 цивільних осіб, або 974 мешканці, включаючи військовослужбовців. Тампа була відновлена як місто 15 грудня 1855 року.
Тампа значно виросла в результаті Другої світової війни. До втягнення Сполучених Штатів у конфлікт почалося будівництво МакДілл, яке служило основною базою для армійського авіаційного корпусу, а пізніше армійських повітряних сил перед і під час Другої світової війни, з кількома допоміжними аеродромами навколо району Тампа-Бей та навколишні округи. Наприкінці війни МакДілл залишився діючим військовим об’єктом, тоді як допоміжні поля повернулися під цивільний контроль. Два з цих допоміжних полів пізніше стали сучасними Міжнародним аеропортом Тампа та Міжнародним аеропортом Сент-Піт-Клірвотер.
Протягом 1950-х і 1960-х років у Тампі спостерігалося рекордне зростання населення, якого не було з тих пір. Це зростання стимулювало розширення міських магістралей і мостів, що привело тисячі людей у місто та створило можливості для власників бізнесу Тампи, які вітали приплив туристів і нових жителів.

## Географія
Тампа розташована за координатами 27°58′12″ пн. ш. 82°28′47″ зх. д. / 27.97000° пн. ш. 82.47972° зх. д. (27.970086, -82.479673).  За даними Бюро перепису населення США в 2010 році місто мало площу 453,86 км², з яких 293,73 км² — суходіл та 160,13 км² — водойми.

### Клімат
Район Тампа-Бей має вологий субтропічний клімат (Köppen Cfa), хоча через своє розташування на півострові Флорида в Тампа-Бей і Мексиканській затоці він має деякі характеристики тропічного клімату. Клімат Тампи зазвичай відрізняється спекотним і вологим літом із частими грозами та сухою та м’якою зимою. 
Незважаючи на загрозу тропічних систем майже кожного сезону ураганів (який триває з 1 червня по 30 листопада), Тампа рідко відчуває серйозні наслідки тропічних штормів чи ураганів. Жоден ураган не досяг берега в районі Тампа-Бей, відтоді як ураган 4 категорії 1921 року в Тампа-Бей обрушився на берег біля Тарпон-Спрінгс і завдав значної шкоди всьому регіону.
| Показник                       | Січ. | Лют. | Бер  | Квіт. | Трав. | Чер. | Лип. | Сер. | Вер. | Жов. | Лис. | Гру. | Рік  |
| ------------------------------ | ---- | ---- | ---- | ----- | ----- | ---- | ---- | ---- | ---- | ---- | ---- | ---- | ---- |
| Абсолютний максимум, °C        | 30,0 | 31,1 | 33,3 | 33,8  | 36,6  | 37,2 | 36,6 | 36,6 | 35,5 | 35,0 | 32,2 | 30,0 | 37,2 |
| Середній максимум, °C          | 21,2 | 22,6 | 24,7 | 27,3  | 30,8  | 32,2 | 32,4 | 32,5 | 31,8 | 29,2 | 25,7 | 22,4 | 27,7 |
| Середня температура, °C        | 15,8 | 17,3 | 19,5 | 22,0  | 25,6  | 27,7 | 28,2 | 28,3 | 27,5 | 24,4 | 20,5 | 17,2 | 22,8 |
| Середній мінімум, °C           | 10,4 | 12,0 | 14,1 | 16,7  | 20,5  | 23,3 | 24,0 | 24,1 | 23,1 | 19,6 | 15,3 | 12,0 | 18,0 |
| Абсолютний мінімум, °C         | −6,1 | −5,5 | −1,6 | 3,3   | 9,4   | 11,6 | 17,2 | 18,8 | 12,2 | 4,4  | −5   | −7,7 | −7,7 |
| Норма опадів, мм               | 56   | 71   | 76   | 51    | 53    | 169  | 179  | 197  | 159  | 57   | 39   | 62   | 1174 |
| Джерела: NOAA, Weather Channel |      |      |      |       |       |      |      |      |      |      |      |      |      |

Згідно з переписом 2010 року, у місті мешкало 335 709 осіб у 135 955 домогосподарствах у складі 75 768 родин. Густота населення становила 740 осіб/км².  Було 157130 помешкань (346/км²).
Расовий склад населення:
| - 62,9 % — білих - 26,2 % — чорних або афроамериканців - 3,4 % — азіатів - 0,4 % — корінних американців - 0,1 % — вихідців з тихоокеанських островів - 3,8 % — осіб інших рас |

До двох чи більше рас належало 3,2 %. Частка іспаномовних становила 23,1 % від усіх жителів.
За віковим діапазоном населення розподілялося таким чином: 22,6 % — особи молодші 18 років, 66,4 % — особи у віці 18—64 років, 11,0 % — особи у віці 65 років та старші. Медіана віку мешканця становила 34,6 року. На 100 осіб жіночої статі у місті припадало 95,6 чоловіків;  на 100 жінок у віці від 18 років та старших — 92,7 чоловіків також старших 18 років.
Середній дохід на одне домашнє господарство  становив 72 623 долари США (медіана — 44 185), а середній дохід на одну сім'ю — 88 396 доларів (медіана — 54 280). Медіана доходів становила 47 374 долари для чоловіків та 37 460 доларів для жінок. За межею бідності перебувало 21,8 % осіб, у тому числі 30,8 % дітей у віці до 18 років та 17,8 % осіб у віці 65 років та старших.
Цивільне працевлаштоване населення становило 164 082 особи. Основні галузі зайнятості: освіта, охорона здоров'я та соціальна допомога — 22,8 %, науковці, спеціалісти, менеджери — 15,6 %, мистецтво, розваги та відпочинок — 11,6 %, роздрібна торгівля — 11,0 %.

## Спорт
Тампа має чотири професіональні команди. «Тампа-Бей Лайтнінг» — хокейна команда, член Національної хокейної ліги. Футбольна команда «Тампа-Бей Сторм» є членом AFL. «Тампа-Бей Баккенірс» є членом Національної футбольної ліги.
 Тампа-Бей Рейс входить до складу Major League Baseball Головної бейсбольної ліги.

## Економіка
У Тампі знаходиться основна серверна ферма Вікіпедії та інших проектів Фонду Вікімедіа, додаткові сервери знаходяться в Амстердамі і Сеулі.

## Транспорт
З 2002 року в місті діє трамвайна лінія що обслуговується сучасними вагонами побудованими у вигляді історичних трамваїв Birney.

## Музеї
У Тампі знаходиться безліч музеїв, в тому числі Музей науки та промисловості (MOSI), купольний театр IMAX і планетарій, Тампський музей мистецтва, музей сучасного мистецтва USF, музей пожежних Тампи, музей Генрі Б. Планта. До берега каналу постійно пришвартований корабель "SS American Victory" часів Другої світової війни, який зараз використовується як музейний корабель.

## Уродженці
- Евелін Брент (1899-1975) — американська актриса німого кіно
- Боб Мартінес (* 1934) — американський політик
- Елізабет Паркінсон — американська акторка і танцівниця
- Волтер Орр Скотт (* 1944) — американський письменник та поет
- Беннетт Брук (* 1980) — колишня американська плавчиня, триразова олімпійська чемпіонка.
- Кейлі МакЕнані (* 1988) — американська речниця, політична коментаторка на CNN та письменниця.
- Сара Полсон (* 1974) — актриса, лауреат премії «Еммі».

## Галерея

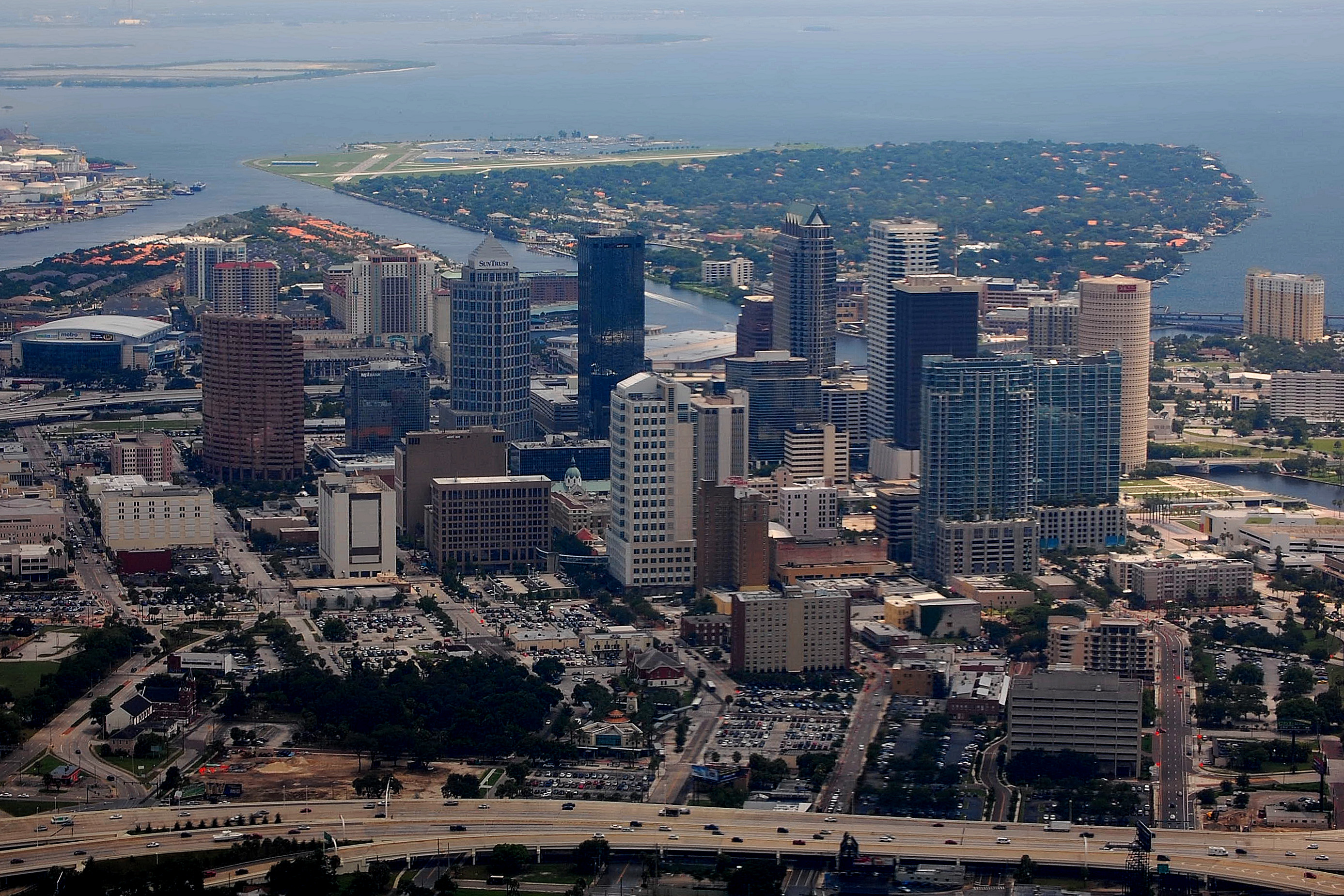
Центр міста Тампи
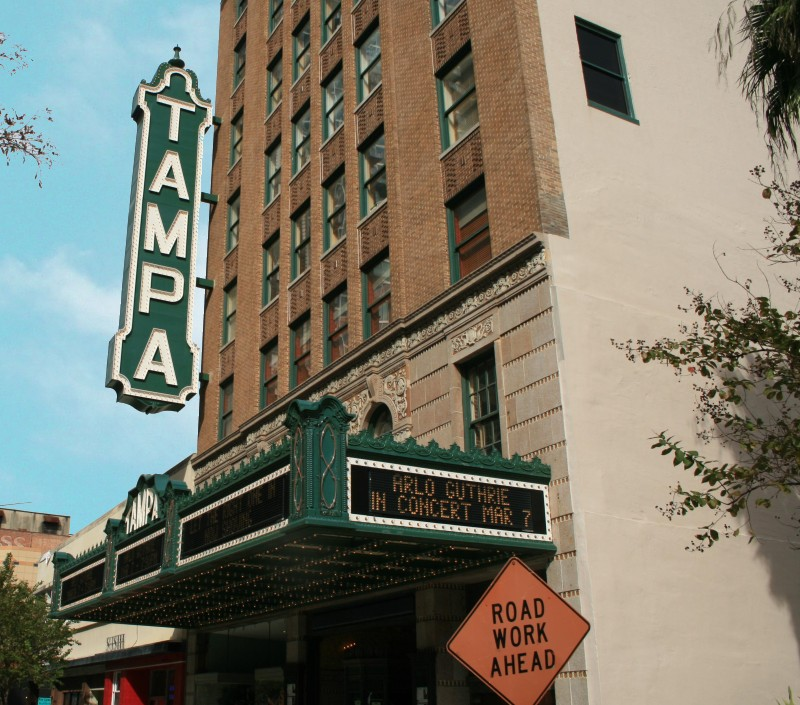
Театр Тампи
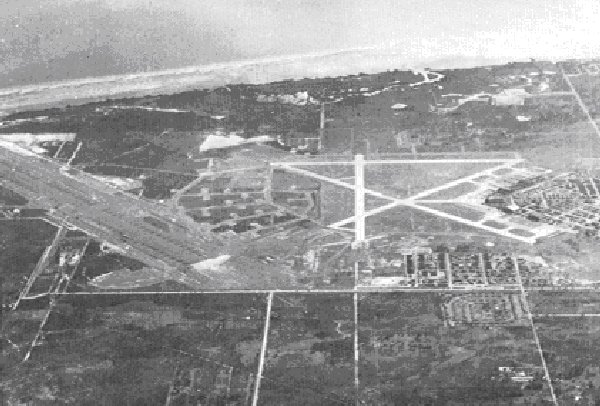
База ВПС МакДілл під час Другої світової війни